# بول برايتنر
بول برايتنر (بالألمانية: Paul Breitner) هو لاعب كرة قدم ألماني سابق من مواليد 5 سبتمبر 1951 في كولبرمور في ألمانيا.
بدأ برايتنر مسيرته الكروية في سنة 1970 مع نادي بايرن ميونخ، وقد لعب معهم حتى سنة 1974، وقد شارك في تلك الفترة في 109 مباراة وسجل 17 هدف، وفي سنة 1974 انتقل إلى نادي ريال مدريد الإسباني، ولعب معهم حتى عام 1977، وقد شارك في تلك الفترة في 84 مباراة وسجل 10 أهداف وحقق معهم بطولتي الدوري 1975 و1976 والكأس 1975، وعاد إلى ألمانيا في موسم 1977/1978 ولعب مع نادي آينتراخت براونشفايغ، وقد شارك معهم في 30 مباراة وسجل 10 أهداف، وفي عام 1978 عاد إلى نادي بايرن ميونخ الألماني ولعب لهم حتى اعتزاله في عام 1983، وقد شارك في تلك الفترة في 146 مباراة وسجل 66 هدف.
بدأ برايتنر باللعب مع منتخب ألمانيا لكرة القدم في عام 1971 وحتى سنة 1982، وقد لعب معهم في 48 مباراة وسجل 10 أهداف، وقد شارك في بطولة كأس العالم لكرة القدم 1974 وكأس العالم لكرة القدم 1982.

## مسيرته الكروية
لعب بول برايتنر خلال مسيرته الاحترافية مع 3 أندية في ثلاثة عشر موسمًا وسجل خلالها 103 هدف ضمن 369 مباراة. حيث فاز في ثلاثة مواسم بالكأس وفي سبعة مواسم بالدوري.
خاض بول برايتنر مسيرته مع نادي بايرن ميونخ في موسم 1970–71 في المرة الأولى ليلعب معه أربعة مواسم ثم في موسم 1978–79 ليلعب معه خمسة مواسم، مشاركًا طوالها في 255 مباراة سجل خلالها 83 هدفًا. ثم انتقل إلى نادي ريال مدريد في موسم 1974–75 واستمر معه طيلة ثلاثة مواسم، حيث شارك في 84 مباراة سجل خلالها 10 أهداف. لينتقل بعدها إلى نادي آينتراخت براونشفايغ في موسم 1977–78 لمدة موسم واحد، مشاركًا في 30 مباراة سجل خلالها 10 أهداف أيضًا.

## روابط خارجية
- بول برايتنر على موقع IMDb (الإنجليزية)
- بول برايتنر على موقع مونزينجر (الألمانية)
- بول برايتنر على موقع ألو سيني (الفرنسية)
- بول برايتنر على موقع ميوزك برينز (الإنجليزية)
- بول برايتنر على موقع قاعدة بيانات الأفلام السويدية (السويدية)
- بول برايتنر على موقع قاعدة بيانات الفيلم (الإنجليزية)
- بول برايتنر على موقع كينوبويسك (الروسية)
- بول برايتنر على موقع الاتحاد الدولي (مؤرشف)  (الإنجليزية)
- بول برايتنر على موقع قاعدة بيانات كرة القدم.إي يو (الإنجليزية)
- بول برايتنر على موقع بيانات كرة القدم. دي إي (الألمانية)
- بول برايتنر على موقع ليكيب (الفرنسية)
- بول برايتنر على موقع ناشيونال فوتبول تيمز (الإنجليزية)
- بول برايتنر على موقع Soccerbase.com (لاعب) (الإنجليزية)
- بول برايتنر على موقع عالم كرة القدم.نت (الإنجليزية)